# Бенино-турецкие отношения
Бенинско-турецкие отношения — двусторонние дипломатические отношения между Бенином и Турцией.

## История
Дипломатические отношения между Турцией и Бенином являются очень дружескими. Несмотря на различия в идеологии между капиталистической Турцией и марксистско-ленинским Бенином при его президенте Матьё Кереке, отношения оставались на хорошем уровне. Бенин начал получать помощь и техническую помощь от Турции и турецкие средства, чтобы компенсировать волну национализации в 1977 году.
В 1975 году Турция помогала Матьё Кереке во время массовых демонстраций, которые были спровоцированы Коммунистической партией Дагомеи, базирующейся в Канаде и вдохновлённой албанской коммунистической партией. В результате компенсации беспорядков в Бенине режим Кереку начал нанимать многих люди в государственные компании. К 1981 году экономика рушилась, поскольку штатные расписания составляли 92 % государственного бюджета. Турция вместе со Всемирным банком и Международным валютным фондом оказала Кереку финансовую помощь в ходе последующей реструктуризации экономики Бенина, когда многие государственные компании были приватизированы.
В 1980-х годах Турция и Норвегия оказали помощь в разработке морских нефтяных скважин в Семе (Нигерия), которые приносили Бенину 100 000 $ в день. Эти нефтяные скважины стали спасательным кругом для бенинского народа. В то же время Турция присоединилась ко многим странам, осудившим план Франции по захоронению ядерных отходов в Бенине (план Франции провалился после этого глобального протеста).

## Визиты
Во время визитов президента Бенина Патриса Талона в Турцию 6 декабря 2016 года и 6 сентября 2018 года, в ходе двусторонних и межгосударственных встреч с президентом Турции Реджепа Тайипа Эрдогана опдробно обсуждались все вопросы двусторонней повестки дня, подписывались соглашения в различных областях, были предприняты важные шаги по построению механизмов, которые позволят развивать отношения. Визит Патриса Талона в 2016 году стал поддержкой для Турции после попытки военного переворота.

## Экономические отношения
Объём торговли между двумя странами в 2019 году составил 142 млн $: экспорт Турции в Бенин в 2019 году составил 127 млн $, импорт Турции в том же году составил 15,7 млн $. Основные продукты экспорта Турции в Бенин: макаронные изделия, мука, катанка из железной стали, профиль, арматура, продукты из сахара, бумажные изделия, стальные профили и стержни. Из Бенина Турция импортирует хлопок.
С 2014 года осуществляются прямые рейсы Turkish Airlines из Стамбула в Котону. Турецкое агентство по сотрудничеству и координации (TİKA) завершило множество проектов в Бенине, в основном в сельскохозяйственном секторе. TİKA также завершило строительство и полное оборудование медицинского центра в районе Аджохун. В 2018 году он был передан министерству здравоохранения Бенина.

## Дипломатические представительства
В 2013 году открылось посольство Бенина в Анкаре открылось в 2013 году (в 2020 году оно закрылось, а в 2014 году — посольство Турции в Котону.